# Instituto Meteorológico de Dinamarca
El Instituto Meteorológico de Dinamarca (en danés: Danmarks Meteorologiske Institut, pronunciación: ˈd̥anmɑːɡ̊s meteɐ̯o̞ˈlo̝ˀisɡ̊ə e̞nsd̥iˈtud̥) (acrónimo: DMI) es la oficina meteorológica oficial de Dinamarca, administrada por el Ministerio de Transporte y Energía. El instituto hace las previsiones meteorológicas y observaciones de Dinamarca, Groenlandia y las islas Feroe.
Es miembro de la Organización Meteorológica Mundial.

## Historia
Fue fundado en 1872, en gran parte gracias a los esfuerzos de Ludwig A. Colding.
El Instituto Meteorológico Danés (DMI) abarca los antiguos Instituto de Meteorología, el Servicio Meteorológico para la Aviación Civil y el Servicio Meteorológico de Defensa. El Instituto de Meteorología fue fundado en 1872 bajo el Ministerio de la Marina. El Servicio Meteorológico para la Aviación Civil se estableció en 1926, y formaba parte de la Administración de Aviación Civil. El Servicio Meteorológico de Defensa fue establecido en 1953. El actual DMI fue establecido en 1990 mediante la fusión de las tres instituciones antes mencionadas.